# Fantasy-Jahre vor 1930
Übersicht

Fantasy-Jahre vor 1930 | 1930 | 1931 | 1932 | 1933 | ► | ►►

Weitere Ereignisse

## Neuerscheinungen Literatur
Der deutsche Erscheinungstitel und das -jahr beziehen sich immer auf die Erstausgaben.
| JahrOriginal | Deutscher Titel                      | Jahrdtsch. | Originaltitel                                                                                             | Autor                              | Anmerkungen           |
| ------------ | ------------------------------------ | ---------- | --- | ---------------------------------- | --------------------- |
| 1922         | Der Wurm Ouroboros                   | 1981       | The Worm Ouroboros                                                                                        | Eric Rücker Eddison                |                       |
| 1917         | Die Prinzessin vom Mars              |            | A Princess of Mars                                                                                        | Edgar Rice Burroughs               |                       |
| 1918         | Die Götter des Mars                  |            | The Gods of Mars                                                                                          | Edgar Rice Burroughs               |                       |
| 1919         | Der Kriegsherr des Mars              |            | The Warlord of Mars                                                                                       | Edgar Rice Burroughs               |                       |
| 1920         | Thuvia, das Mädchen vom Mars         |            | Thuvia, Maid of Mars                                                                                      | Edgar Rice Burroughs               |                       |
| 1922         | Die Schachfiguren des Mars           |            | The Chessmen of Mars                                                                                      | Edgar Rice Burrough                |                       |
| 1928         | Der Großmeister vom Mars             |            | The Master Mind of Mars                                                                                   | Edgar Rice Burrough                |                       |
| 1931         | Ein Kämpfer vom Mars                 |            | A Fighting Man of Mars                                                                                    | Edgar Rice Burrough                |                       |
| 1936         | Die Schwerter des Mars               |            | Swords of Mars                                                                                            | Edgar Rice Burrough                |                       |
| 1940         | Die Kunstmenschen des Mars           |            | Synthetic Men of Mars                                                                                     | Edgar Rice Burrough                |                       |
| 1948         | Liana von Gathol                     |            | Llana of Gathol                                                                                           | Edgar Rice Burrough                |                       |
| 1964         | John Carter vom Mars                 |            | John Carter of Mars                                                                                       | Edgar Rice Burrough                |                       |
| 1885         | Umbopa – König von Kukuanaland       | 1888       | King Solomon’s Mines                                                                                      | Henry Rider Haggard                |                       |
| 1887         | Das unerforschte Land                | 1896       | Allan Quatermain                                                                                          | Henry Rider Haggard                |                       |
| 1888         | Rache für Maiwa                      | 1987       | Maiwa’s Revenge, or: The War of the Little Hand                                                           | Henry Rider Haggard                |                       |
| 1912         | Marie                                | 1912       | Marie | Henry Rider Haggard                |                       |
| 1913         | Kind des Sturms                      | 1990       | Child of Storm                                                                                            | Henry Rider Haggard                |                       |
| 1915         | Die Heilige Blume                    | 1925       | The Holy Flower                                                                                           | Henry Rider Haggard                |                       |
| 1916         | Das Elfenbeinkind                    | 1925       | The Ivory Child                                                                                           | Henry Rider Haggard                |                       |
| 1917         | Zikalis Rache                        | 1992       | Finished                                                                                                  | Henry Rider Haggard                |                       |
| 1920         | Der Allan der Antike                 | 1992       | The Ancient Allan                                                                                         | Henry Rider Haggard                |                       |
| 1921         | Sie und Allan                        | 1985       | She and Allan                                                                                             | Henry Rider Haggard                |                       |
| 1924         | Heu-Heu oder Das Ungeheuer           | 1924       | Heu-Heu                                                                                                   | Henry Rider Haggard                |                       |
| 1926         | Der Schatz im See                    | 1988       | Treasure of the Lake                                                                                      | Henry Rider Haggard                | postum veröffentlicht |
| 1927         | Allan Quatermain und die Eisgötter   | 1987       | Allan and The Ice Gods                                                                                    | Henry Rider Haggard                | postum veröffentlicht |
| 1886         | Sie. Roman aus dem dunkelsten Afrika | 1911       | She – A History of Adventure                                                                              | Henry Rider Haggard                |                       |
| 1905         | Ayesha – Sie kehrt zurück            |            | Ayesha: The Return of She                                                                                 | Henry Rider Haggard                |                       |
| 1921         | Sie und Allan                        |            | She and Allan                                                                                             | Henry Rider Haggard                |                       |
| 1923         | Tochter der Weisheit                 |            | Wisdom’s Daughter: The Life and Love Story of She-Who-Must-Be-Obeyed                                      | Henry Rider Haggard                |                       |
| 1926         | Topper                               | 1986       | Topper | Thorne Smith                       |                       |
| 1926         |                                      |            | Topper. An improbable adventure                                                                           | Thorne Smith                       |                       |
| 1932         | Topper geht auf Reisen               | 1986       | Topper Takes a Trip                                                                                       | Thorne Smith                       |                       |
| 1905         |                                      |            | The Gods of Pegana                                                                                        | Edward Plunkett, 18. Baron Dunsany |                       |
| 1906         |                                      |            | Time and the Gods                                                                                         | Edward Plunkett                    |                       |
| 1908         |                                      |            | The Sword of Welleran                                                                                     | Edward Plunkett                    |                       |
| 1910         |                                      |            | A Dreamer's Tales                                                                                         | Edward Plunkett                    |                       |
| 1912         |                                      |            | The Book of Wonder                                                                                        | Edward Plunkett                    |                       |
| 1900         | Der Zauberer von Oz                  | 1940       | The Wonderful Wizard of Oz                                                                                | Lyman Frank Baum                   |                       |
| 1904         | Im Reich des Zauberers Oz            | 1981       | The Marvelous Land of Oz: Being an Account of the Further Adventures of the Scarecrow and the Tin Woodman | Lyman Frank Baum                   |                       |
| 1907         | Prinzessin Ozma von Oz               | 1981       | Ozma of Oz                                                                                                | Lyman Frank Baum                   |                       |
| 1908         | Dorothy und der Zauberer in Oz       | 1999       | Dorothy and the Wizard in Oz                                                                              | Lyman Frank Baum                   |                       |
| 1909         | Dorothy auf Zauberwegen              | 2000       | The Road to Oz                                                                                            | Lyman Frank Baum                   |                       |
| 1910         | Dorothy in der Smaragdenstadt        | 2000       | The Emerald City of Oz                                                                                    | Lyman Frank Baum                   |                       |
| 1913         | Dorothy und das Patchwork-Mädchen    | 2002       | The Patchwork Girl of Oz                                                                                  | Lyman Frank Baum                   |                       |

## Neuerscheinungen Filme
Der deutsche Erscheinungstitel und das -jahr beziehen sich immer auf die Erstveröffentlichungen.
| JahrOriginal | Deutscher Titel | Jahrdtsch. | Originaltitel          | Regie                | Anmerkungen |
| ------------ | --------------- | ---------- | ---------------------- | -------------------- | ----------- |
| 1919         |                 |            | King Solomon's Mines   | Horace Lisle Lucoque |             |
| 1919         |                 |            | Allan Quatermain       | Horace Lisle Lucoque |             |
| 1899         |                 |            | La colonne de feu      | Georges Méliès       |             |
| 1903         |                 |            | La flamme merveilleuse | Georges Méliès       |             |
| 1908         |                 |            | She                    | Edwin S. Porter      |             |
| 1911         |                 |            | She                    | George Nichols       |             |

## Geboren

### 1832
- Lewis Carroll († 1898)

### 1856
- Henry Rider Haggard († 1925)
- Lyman Frank Baum († 1919)

### 1875
- Edgar Rice Burroughs († 1950)

### 1878
- Edward John Moreton Drax Plunkett, 18. Baron Dunsany († 1957)

### 1882
- Eric Rücker Eddison († 1945)

### 1886
- Charles Williams († 1945)

### 1892
- James Thorne Smith Jr. († 1934)
- John Ronald Reuel Tolkien († 1973)

### 1897
- Fletcher Pratt († 1956)

### 1898
- C. S. Lewis († 1963)

### 1906
- Terence Hanbury White († 1964)
- Robert Ervin Howard († 1936)

### 1907
- Evangeline Walton († 1996)

### 1908
- Nelson Slade Bond († 2006)

### 1910
- Fritz Leiber († 1992)

### 1914
- Raphael Aloysius Lafferty († 2002)

### 1916
- John Holbrook Vance († 2013)

### 1918
- Philip José Farmer († 2009)

### 1920
- Richard Adams († 2016)

### 1921
- Kenneth Bulmer († 2005)

### 1923
- Gordon R. Dickson († 2001)

### 1924
- Lloyd Alexander († 2007)

### 1926
- Anne McCaffrey († 2011)

### 1928
- Angélica Gorodischer († 2022)
- Thomas Burnett Swann († 1976)

### 1929
- Michael Ende († 1995)